# Bukowo (powiat sztumski)
Bukowo – wieś w Polsce w województwie pomorskim, w powiecie sztumskim, w gminie Stary Targ. Wieś jest siedzibą sołectwa Bukowo, w którego skład wchodzą również Kościelec, Pozolia, Telkwice i Trankwice.
| SIMC    | Nazwa     | Rodzaj     |
| ------- | --------- | ---------- |
| 0157204 | Kościelec | przysiółek |
| 0157210 | Telkwice  | przysiółek |

 

Miejscowość powstało jako osada folwarczna. Jej zespół zabudowy mieszkalno-folwarcznej posiadał układ ulicówki wzdłuż drogi na południowy zachód od folwarku składającego się z dworu, parku oraz budynków gospodarczych i inwentarskich (jej układ przestrzenny nie został zachowany). Dawne nazwy wsi – Rudithen i Buchwałd – pojawiają się w Słowniku geograficznym Królestwa Polskiego: 

Buchwałd, 1) wś szlachecka czyli rycerska (...) Wedle wystawionego w Kiszporku przywileju r. 1303 otrzymali potomkowie Prusaka Kropolto w dziedzictwo po mieczu i po kądzieli: 1) wsie Rudithen (dziś Buchwałd), Azmiten (Telkwice) i pole zw. Woze; 2) pola Kersiten i Dosen, dziś Tilendorf: jako wynagrodzenie za 9 włók, zabranych na założenie wsi Pozylii. (...)

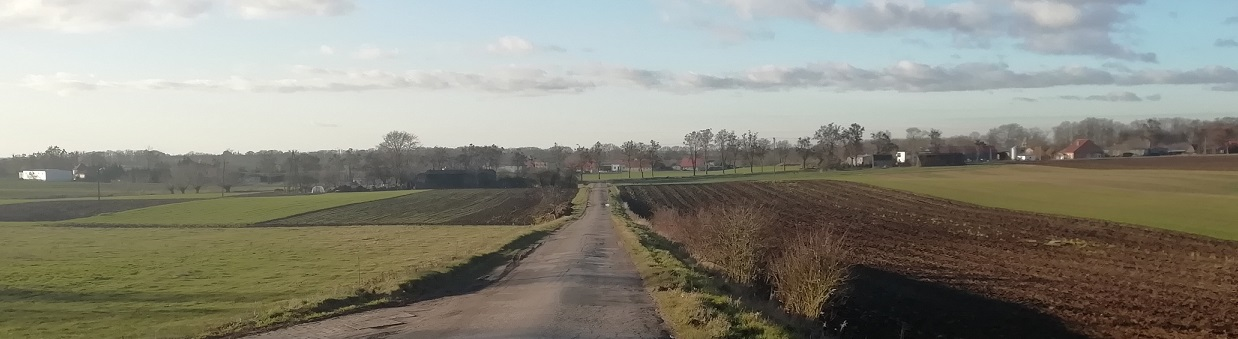
Panorama Bukowa

W 1454 zakon krzyżacki odebrał dobra Michałowi z Buchwałdu, przekazując je Fritzowi Lockau jako wynagrodzenie za szkody. Fritz Lockau utracił je za czasów polskich. W XVI i XVII wieku majątek należał do rodziny Gablentz, następnie do Balińskich, potem do rodziny Muellern, a w XVIII wieku był w posiadaniu Wężyków i Szydłowieckich (rodzin córek Muellernów), potem Unruha, a następnie szambelana Macieja Grąbczewskiego. 

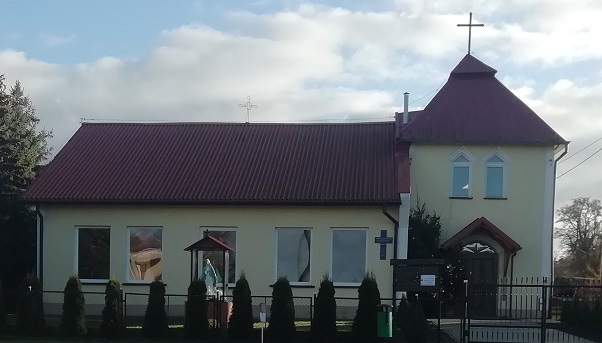
Kaplica pw. św. Stanisława Kostki w Bukowie

Od 1804 do I połowy XX wieku Buchwałd i wsie okoliczne – Czernin, Ramzy Wielkie, Telkwice i inne – znajdowały się w rękach rodu Donimirskich h. Brochwicz, z którego wywodzili się m.in. Teodor, Piotr Alkantary, Witold, Olgierd, Kazimierz i Stanisław Donimirscy. Dziedzicem Buchwałdu był m.in. Jan Dominirski (1847–1929), ojciec Marii Chełkowskiej. Zachowały się liczne budynki z I połowy XX wieku, a także niektóre z końcówki XIX wieku. Zachowany został zespół historycznej zabudowy. We wsi znajduje się też bunkier poniemiecki z czasów II wojny światowej, a wokół miejscowości historyczne zagrody samotnicze. W Bukowie znajdowała się szkoła podstawowa, zlikwidowana w 2003. W 1994 we wsi powstała kaplica pw. św. Stanisława Kostki (przynależna do parafii św. Jana Chrzciciela w Żuławce Sztumskiej), w której odbywają się msze święte.
W latach 1945–1975 miejscowość administracyjnie należała do województwa gdańskiego, a w latach 1975–1998 do województwa elbląskiego.